# Croce di diamante

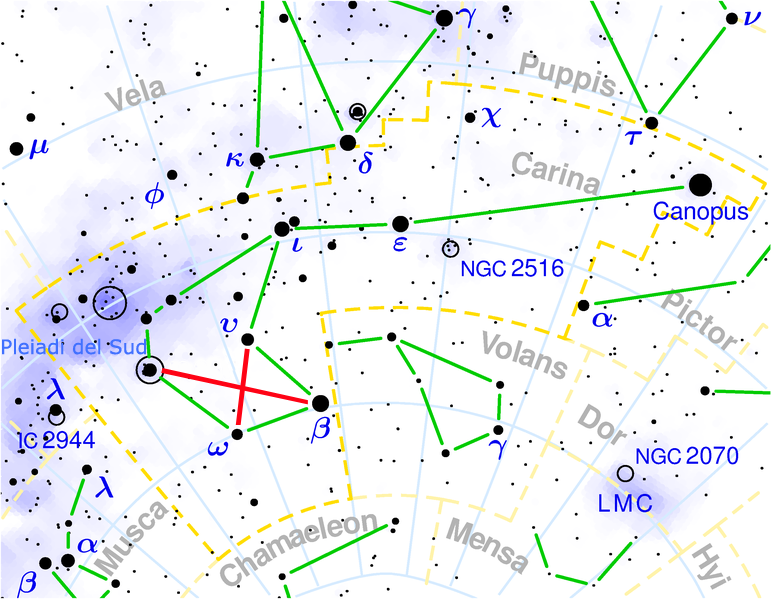
L'asterismo della Croce di diamante.

La Croce di diamante è un asterismo tipico del cielo australe, visibile nella parte orientale della costellazione della Carena.

## Caratteristiche
È formato da quattro stelle: β Carinae, θ Carinae, υ Carinae e ω Carinae; queste quattro stelle brillanti creano una perfetta forma a diamante, da cui il nome proprio dell'asterismo; il gruppo completo di stelle può essere osservato solo da osservatori che si trovano a sud del 20º parallelo nord. Come nel vicino asterismo della Falsa Croce e la stessa costellazione della Croce del Sud, manca una stella centrale all'intersezione delle "assi". A differenza della Falsa Croce, raramente questo asterismo può essere confuso con la vicina Croce del Sud, sia per la sua forma, troppo allungata, sia per la sua luminosità, decisamente inferiore a quella della vera costellazione della Croce del Sud.